# Sonus faber
Sonus faber S.p.A è una azienda italiana produttrice di apparecchiature audio di fascia alta con sede a Arcugnano (VI).

## Storia
L'azienda è stata fondata nel 1983 da Franco Serblin, che nel 2006 decise di lasciarla per dedicarsi ad altri progetti.
Sonus faber è una delle numerose aziende audio di proprietà di McIntosh Group, proprietaria anche di McIntosh Laboratory, Sumiko e Fine Sounds.
I prodotti Sonus faber includono diffusori a torre da pavimento Chameleon T, diffusori da pavimento Venere, diffusori da scaffale Lumina, diffusori a torre Aida. La linea di altoparlanti Aida viene venduta per circa $ 120.000.
Nel 2015, Sonus faber ha introdotto la sua gamma di cuffie portatili Pryma. C'è il Pryma 0/1, che viene fornito con sei varianti di archetti e sette varianti di padiglioni. Nel 2016 hanno rilasciato Pryma Aria, una versione wireless dello 0/1.
Nel 2019, Sonus faber ha annunciato la collezione Palladio, una nuovissima gamma di altoparlanti da incasso e soffitto personalizzati per gli audiofili connessi un sistema home theater.
Nel 2020, Maserati ha iniziato la commercializzazione dei propri modelli di autovetture (come la MC20 e la Grecale) equipaggiati con un sistema audio sviluppato da Sonus faber.  Nel 2021, il sistema ha ricevuto il premio EISA per il miglior sistema audio premium per auto OEM.
Nel 2022 viene lanciato il diffusore wireless Omnia.